# Oxynetra
Oxynetra este un gen de fluturi din familia Hesperiidae. 

## Specii
- Oxynetra confusa Staudinger, 1888 Argentina, Peru.
- Oxynetra hopfferi Staudinger, [1888] Panama.
- Oxynetra semihyalina C. & R. Felder, 1862 Peru [1]